# Partido Progresista Popular (Malasia)

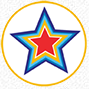
Logo del PPP.

El Partido Progresista Popular de Malasia, abreviado como PPP o myPPP (en malayo: Parti Progresif Penduduk Malaysia; en chino: 人民進步黨) es un partido político liberal malasio fundado en 1953 como Partido Progresista de Perak, posteriormente convertido en un partido nacional. Aunque tuvo un breve período de apogeo como partido opositor entre 1959 y 1969, durante un largo período de tiempo fue miembro de la coalición Barisan Nasional (Frente Nacional), gobernante del país, y durante este período su credibilidad política se fue mermando hasta dejar de obtener representación parlamentaria en el Dewan Rakyat. Luego de recuperarla brevemente en 2004, la perdió definitivamente en 2008 y desde entonces carece de cualquier representación, excepto en el Dewan Negara, donde varios miembros son designados. Junto con los tres principales partidos del Barisan Nasional (la UMNO, la MCA, y el MIC) y el Partido Islámico Panmalayo (PAS), el PPP ha sido el único partido en participar en todas las elecciones federales realizadas desde la creación del Consejo Legislativo Federal electo en 1955, aunque a diferencia de los cuatro anteriores (que han obtenido al menos un escaño en todos los comicios), solo obtuvo escaños en cinco ocasiones.
Después de la derrota electoral del Barisan Nasional en 2018, el PPP se dividió en dos facciones. Una es favorable a mantenerse en la coalición como parte de la principal oposición y reformarla, y otra quiere que el PPP abandone la alianza y comience su propia reconstrucción solo.